# Кубок Волинської області з футболу 1990

## Учасники
У цьому розіграші Кубка взяли участь 16 команд:
| Учасники: - «Електрик» (Луцьк) - «Колос» (Голоби) - «Колос» (Ківерці) - «Колос» (Облапи) - «Кристал» (Володимир-Волинський) - «Кристал» (Луцьк) - «Локомотив» (Ковель) - «Луга» (Козлів) - «Машинобудівник» (Нововолинськ) - «Машинобудівник» (Рожище) - «Меліоратор» (Камінь-Каширський) - «Підшипник» (Луцьк) - «Прилад» (Луцьк) - «Сільмаш» (Ковель) - «Стир» (Старий Чорторийськ) - «Шахта № 9» (Нововолинськ) |

## 1/8 фіналу
Матчі 1/8 фіналу відбулися 1 липня 1990 року.
| Команда 1           | Команда 2            | Рахунок |
| ------------------- | -------------------- | ------- |
| «Кристал» В.-В.     | «Колос» О.           | +:-     |
| «Колос» Г.          | «Колос» К.           | -:+     |
| «Стир»              | «Електрик»           | +:-     |
| «Локомотив»         | «Сільмаш»            | 1:4     |
| «Шахта № 9»         | «Машинобудівник» Нв. | 1:0     |
| «Луга»              | «Підшипник»          | -:+     |
| «Машинобудівник» Р. | «Меліоратор»         | +:−     |
| «Кристал» Л.        | «Прилад»             | 1:2     |

## Чвертьфінали
Матчі 1/4 фіналу відбулися 8 липня 1990 року.
| Команда 1           | Команда 2       | Рахунок |
| ------------------- | --------------- | ------- |
| «Колос» К.          | «Кристал» В.-В. | +:-     |
| «Сільмаш»           | «Стир»          | 5:0     |
| «Підшипник»         | «Шахта № 9»     | 4:1     |
| «Машинобудівник» Р. | «Прилад»        | 4:2     |

## Півфінали
Матчі 1/2 фіналу відбулися 15 липня 1990 року.
| Команда 1           | Команда 2   | Рахунок |
| ------------------- | ----------- | ------- |
| «Машинобудівник» Р. | «Підшипник» | 0:3     |
| «Сільмаш»           | «Колос» К.  | 3:0     |

## Фінал
| 25 липня 1990 |

| «Підшипник» | 1:0 | «Сільмаш» |
| ----------- | --- | --------- |
|             |     |           |

| Луцьк, стадіон «Авангард» |

| Володар Кубка Волинської області 1990                      |
| ---------------------------------------------------------- |
| «Підшипник» (Луцьк) Сьома перемога в Кубку (шоста поспіль) |

## Підсумкова таблиця
| Етап       | Команда                          | I | В | Н | П | РМ   | О |
| ---------- | -------------------------------- | - | - | - | - | ---- | - |
| Володар    | «Підшипник» (Луцьк)              | 4 | 4 | 0 | 0 | 8−1  | 8 |
| Фіналіст   | «Сільмаш» Ковель                 | 4 | 3 | 0 | 1 | 12−2 | 6 |
| Півфінал   | «Машинобудівник» (Рожище)        | 3 | 2 | 0 | 1 | 4−5  | 4 |
| Півфінал   | «Колос» (Ківерці)                | 3 | 2 | 0 | 1 | 0−3  | 4 |
| 1/4 фіналу | «Кристал» (Володимир-Волинський) | 2 | 1 | 0 | 1 | 0−0  | 2 |
| 1/4 фіналу | «Прилад» (Луцьк)                 | 2 | 1 | 0 | 1 | 4−5  | 2 |
| 1/4 фіналу | «Шахта №9» (Нововолинськ)        | 2 | 1 | 0 | 1 | 2−4  | 2 |
| 1/4 фіналу | «Стир» (Старий Чорторийськ)      | 2 | 1 | 0 | 1 | 0−5  | 2 |
| 1/8 фіналу | «Електрик» (Луцьк)               | 1 | 0 | 0 | 1 | 0−0  | 0 |
| 1/8 фіналу | «Колос» (Голоби)                 | 1 | 0 | 0 | 1 | 0−0  | 0 |
| 1/8 фіналу | «Колос» (Облапи)                 | 1 | 0 | 0 | 1 | 0−0  | 0 |
| 1/8 фіналу | «Луга» (Козлів)                  | 1 | 0 | 0 | 1 | 0−0  | 0 |
| 1/8 фіналу | «Меліоратор» (Камінь-Каширський) | 1 | 0 | 0 | 1 | 0−0  | 0 |
| 1/8 фіналу | «Кристал» (Луцьк)                | 1 | 0 | 0 | 1 | 1−2  | 0 |
| 1/8 фіналу | «Машинобудівник» (Нововолинськ)  | 1 | 0 | 0 | 1 | 0−1  | 0 |
| 1/8 фіналу | «Локомотив» (Ковель)             | 1 | 0 | 0 | 1 | 1−4  | 0 |